# قواعد آمره
قواعد آمره (انگلیسی: Peremptory norm, لاتین: jus cogens یوس کوگنس) به اصولی مورد توافق در عرف بین‌الملل گفته می‌شود که از سوی جامعه جهانی پذیرفته شده و تخطی از آن برای هیچ کشور یا سازمانی مجاز نیست. فهرست قطعی از هنجارهای بنیادین وجود ندارد. عموما از مواردی چون ممنوعیت نسل‌زدایی، برده داری و تجارت برده، دزدی دریایی، شکنجه، تجاوز و آغاز جنگ، اعدام کودکان به عنوان قواعد آمره نام برده می‌شود.

## پیشینه
کنوانسیون حقوق معاهدات وین ۱۹۶۹ در خصوص قواعد آمره چنین در ماده ۵۳ چنین بیان می‌کند:
«ماده ۵۳ معاهدات متعارض با یک عاقده آمره حقوق بین‌الملل عامّ (قواعد آمره):
۱- معاهده ای که در زمان انعقاد با یک عاقده آمره حقوق بین‌الملل عام در تعارض باشد، باطل است. به منظور عهدنامه حاضر، قاعده آمره حقوق بین‌الملل عامّ قاعدهای است که به وسیله اجماع جامعة بین‌المللی کشورها به عنوان قاعده تخلف ناپذیر که تنها توسط یک قاعده بعدی حقوق بین‌الملل عام با همان ویژگی قابل تعدیل می‌باشد، پذیرفته و به رسمیت شناخته شده‌است..»
برخلاف قانون موضوعه و عرف رایج که نیاز به ابراز رضایت یا تصویب موارد در داخل کشورها را دارد و می‌تواند از طریق معاهدات تغییر کند، قواعد آمره مفهومی است که در اثر مرور زمان و در بین کشورهای زیادی شکل گرفته و نمی‌توان ان را از طریق معاهدات نفی کرد.
در ۶۶ نشست کمیسیون حقوق بین‌الملل عنوان قواعد آمره توسط دیر تلادی مطرح شد و کمیسیون در نشست ۶۷ خود در سال ۲۰۱۵ این موضوع را در دستور کار قرار داد و دیر تلادی را به‌عنوان گزارشگر آن تعیین نمود.
از همین روی کمیسیون حقوق بین‌الملل در بند ۳ ماده ۴۰ طرح پیش نویس خود راجع به مسوولیت بین‌المللی دولتها مقرر می‌دارد که: «در مورد جرم بین‌المللی، واژه دولت متضرر شامل تمام دیگر دولتها می‌شود»

## ماهیت، ریشه‌ها و محتوای قواعد آمره
به اعتقاد کمیسیون حقوق بین‌الملل تفاوت قواعد آمره با هنجارهای عادی در این است، قواعد آمره غیرقابل تعدیل، غیرقابل عدول و غیرقابل ابطال هستند مگر از طریق قاعده دیگری که در وضعیت مشابه آن‌ها (قواعد آمره بعدی) باشند.
ماده ۵۳ کنوانسیون وین ۱۹۶۹ دربارهٔ حقوق معاهدات ۶ خصوصیت را برای قواعد آمره مطرح می‌کنند:
1. قاعده آمره باید در حوزه حقوق بین‌الملل عام باشد.
2. معاهده متعارض با قاعده آمره باطل است.
3. در خصوص قاعده آمره اجماع جامعه بین‌المللی دولتها در کلیت شان باید وجود داشته باشد.
4. قاعده آمره قاعده ای عدول ناپذیر است.
5. قاعده آمره تنها توسط یک قاعده بعدی حقوق بین‌الملل عام با همان ویژگی قابل تعدیل است.
6. قاعده آمره باید از سوی جامعه بین‌المللی دولتها پذیرفته و شناسایی شود.[۵]

دربارهٔ ریشه‌های قواعد آمره تلادی (گزارشگر ویژه) به بیان این نکته می‌پردازد که در این خصوص نظریات دو گروه قابل تأمل است است:
بعضی از علما اعتقاد دارند که ریشه اصلی قواعد آمره، حقوق طبیعی (حقوق داخلی) است، در حالی که بعضی دیگر حقوق پوزیتیویسمی (اراده دولت‌ها) ریشه قواعد آمره می‌پندارند.
تلادی مبنای گزارش خود را ماده ۵۳ کنوانسیون وین قرارداده ولی اضافه می‌نماید که کمیسیون حقوق بین‌الملل خود را محدود به این ماده نمی‌کند.

### مبانی قواعد آمره
1. حقوق بین‌الملل عرفی اساسی‌ترین مبنای قواعد آمره است.
2. مفاد معاهدات و اصول کلی حقوقی.

تلادی در میان منابع ماده ۳۸ مهم‌ترین منبع و پایه برای تشکیل قاعده آمره را عرف بین‌المللی می‌داند.
در خصوص اصول کلی حقوقی هم معتقد است که با درجه کمتر و پایین‌تر نسبت به عرف‌های بین‌المللی می‌تواند منبع قواعد آمره باشد.
در مورد معاهدات نیز معتقد است، معاهدات گرچه نمی‌توانند به عنوان پایه و منبع ایجاد هنجارهای آمره مورد استفاده قرار بگیرند، اما می‌توانند بازتاب دهنده قواعد آمره باشند؛ بنابراین پایین‌تر از منابع دیگر قرار می‌گیرد.

## معیارهای شکل‌گیری و تشکیل قواعد آمره
قواعد غیرقابل عدول حقوق بین‌الملل عام (قواعد آمره) آن دسته از هنجارهای حقوق بین‌الملل عام هستند که توسط جامعه بین‌المللی دولتها در کلیت شان، پذیرفته و شناسایی شده باشند و تعدیل یا عدول از آنها و ابطال شان ممنوع است.
کمیسیون حقوق بین‌الملل دو ویژگی زیر را معیار شکل‌گیری قواعد آمره می‌داند:
1. قاعده آمره باید در حوزه حقوق بین‌الملل عام باشد.
2. قاعده آمره باید از سوی جامعه بین‌المللی دولتها پذیرفته و شناسایی شود.

در خصوص معیار اول تعدادی اشاره می‌کنند که تعریف مشخصی حقوق بین‌الملل عام وجود ندارد؛ ولی تلادی حقوق بین‌الملل عام را در مقابل حقوق بین‌الملل خاص قرار می‌دهد و به معنای قواعد و هنجارهای حقوقی بین‌المللی است که دامنه آن شمول کلی دارد و بر همه دولتها می‌تواند بار شود.
برخی در کمیسیون اعتقاد داشتند که ابطال پذیری معاهدات متعارض با قاعده آمره نیز باید جزو معیارهای تشکیل قواعد آمره آورده شود ولی تلادی ابطال پذیری معاهدات متعارض را جزو آثار قواعد آمره می‌دانست و معیارهای آن.
تلادی در اینجا مطرح می‌کند که تفاوت هنجارهای قاعده آمره با عرف بین‌المللی در پذیرش آن‌ها توسط جامعه بین‌المللی دولت‌ها در کلیت شان است و در قاعده آمره اعتراض مستمر نمی‌تواند مانع از اجرای قاعده آمره شود در حالی که اعتراض مستمر در مرحله تشکیل یک عرف بین‌المللی، مانع اجرای عرف بین‌المللی نسبت به کشور معترض می‌شود؛ بنابراین حتی دولت‌هایی که رضایت خود را برای تشکیل هنجارهای آمره ابراز نکردند، تعهدات آمره بر آن‌ها نیز بار می‌شود.
در خصوص ماهیت جامعه بین‌المللی دولت‌ها در کلیت شان منظور تلادی اکثریت عددی غالب دولتها با پراکندگی جغرافیایی مناسب و همچنین عدم مخالفت کشورهای بزرگ است.
قواعد آمره از ارزشهای بنیادین جامعه بین‌المللی حفاظت می‌کنند و از لحاظ سلسله مراتب، برتر از هنجارهای حقوق بین‌الملل بوده و جهان شمول اند.

## اصلاح و تغییر قاعده آمره
مواد ۵۳ و ۶۴ کنوانسیون وین حقوق معاهدات این امر را مورد تأیید قرار داده‌اند که قواعد آمره خصیصه ای پویا داشته و مثل کلیه قواعد حقوقی متحول می‌گردند.
در این مورد ماده ۵۳ مقرر می‌دارد که قاعده آمره را تنها با یک قاعده بعدی حقوق بین‌الملل با همان ویژگی می‌توان تعدیل کرد.
برخی بر آنند که از لحاظ تئوریک تا آنجا که به اصلاح و تغییر قاعده آمره از طریق عرف مربوط می‌شود، رویه ای که به منظور ایجاد چنین تغییری گام برمی‌دارد فی نفسه برخلاف قاعده آمره موجود بوده و فاقد اعتبار می‌باشد؛ و بدیهی است که امر فاقد اعتبار نمی‌تواند منشأ قاعده باشد.
با وجود این از لحاظ عملی تحقق چنین امری در قلمرو روابط غیر متمرکز کشورها غیرممکن نمی‌نماید اگر یک کشور یا گروهی از کشورها رویه ای اتخاذ کنند که برخلاف مضمون یک قاعده آمره استمرار یافته باشد و آن رویه مورد اعتراض یا مجازات کشورهای عضو جامعه بین‌المللی قرار نگیرد، و بر عکس اکثر کشورها به آن تاسی جویند در آن صورت یک قاعده عرفی عام جدید به جای قاعده آمره قبلی قرار می‌گیرد و ماهیت آمره آن قاعده قبلی را متوقف می‌نماید.
در زمینه توسل به معاهدات عام برای اصلاح و تغییر قواعد آمره عده ای اعتقاد دارند که چون چنین معاهده ای در زمان انعقادش در تعارض با آن قاعده آمره ای خواهد بود که در پی تغییر آن می‌باشد، به این لحاظ باطل است. از این رو معاهدات از لحاظ تکنیکی نمی‌توانند قواعد آمره را تغییر دهند. اما نباید فراموش کرد که عملاً می‌توان معاهده ای عام منعقد نمود و قاعده آمره قبلی را از میان برداشت. چرا که مبنای قاعده آمره قبلی وفاق عام کشورهای عضو جامعه بین‌المللی بوده‌است و در صورت انتساب چنین اتفاق نظری به قاعده جدید، قاعده قبلی فاقد مبنا گشته و نقشی باز دارنده در مقابل قاعده جدید ایفا نمی‌کند.

## آثار قواعد آمره و عواقب عدم اجرای آن

#### معاهدات مغایر با یک قاعده آمره
1. اگر یک معاهده در زمان انعقاد در تعارض با یک قاعده آمره باشد فاقد اعتبار است و هیچ الزام قانونی ندارد.
2. اگر یک قاعده آمره ایجاد شود، هر معاهده موجود که با آن در تعارض باشد فسخ می‌شود و طرفین از انجام هر تعهدی رها می‌شوند.

پیامدهای بطلان و از حیز انتفاع ساقط شدن قراردادهایی که با یکی از قواعد آمره حقوق بین‌الملل عمومی مغایرت دارند:
طرفین قراردادی که بر اثر مغایرت با یکی از قواعد آمره حقوق بین‌الملل عمومی در هنگام عقد قرارداد از حیز انتفاع ساقط شده‌است، وظایف قانونی ذیل را دارند:
الف) زدودن پیامدهای انجام شده هرگونه کنش مطابق با قیود قراردادی است، که با یکی از قواعد آمره حقوق بین‌الملل عمومی مغایرت دارد.
ب) روابط متقابل خود را در متابعت با قواعد آمره حقوق بین‌الملل عمومی انجام دهند.

#### عدم تأثیر حق شرط در معاهدات مربوط به قواعد آمره
1. حق شرط به مفاد معاهده ای که منعکس کننده قاعده آمره است تأثیر روی ماهیت الزام‌آوری آن هنجار ندارد و بر آن طرف اعمال می‌شود.
2. حق شرط نمی‌تواند اثر حقوقی یک رفتار مغایر با قاعده آمره را تعدیل یا منع کند.

تعهدات متعارض با قاعده آمره که توسط قطعنامه‌ها، تصمیمات یا سایر اقدامات سازمان‌های بین‌المللی ایجاد شده باشند:
قطعنامه، تصمیم یا عمل دیگری از سازمانهای بین‌المللی اگر متعارض با قاعده آمره باشد اثر الزام‌آوری تعهدات خود را از دست می‌دهد.
هر کشوری حق دارد به مسئولیت دولت دیگری در مورد نقض قواعد آمره طبق قوانین مندرج در طرح مسئولیت بین‌المللی دولتها استناد کند.

#### عواقب خاص نقض جدی قواعد آمره
1. کشورها باید همکاری کنند تا از طریق روش‌های قانونی هرگونه نقض جدی تعهدات قواعد آمره را به سرانجام برسانند.
2. هیچ کشوری نباید وضعیت نقض جدی قواعد آمره را شناسایی کند و نباید در حفظ آن وضعیت کمک یا همکاری نماید.[۱۲]

## مواردی از قواعد آمره
1. منع تجاوز
2. ممنوعیت نسل‌کشی
3. منع جنایت علیه بشریت
4. قواعد بنیادین حقوق بشردوستانه بین‌المللی
5. ممنوعیت تبعیض نژادی و آپارتاید.
6. ممنوعیت بردگی
7. منع شکنجه
8. حق تعیین سرنوشت[۱۳]